# Refraktor (Musikmagazin)
Refraktor war ein deutschsprachiges Musikmagazin für Themengebiete der Schwarzen Szene, das von Ende der 1990er-Jahre bis ca. 2009 erschien.
Behandelt wurden Musikrichtungen wie Elektro, Future Pop, Metal, Mittelalterrock, Industrial, Gothic oder Dark Wave. Aber auch anderen Stilen wie IDM oder Ambient verschloss man sich nicht. 
Interviews mit renommierten Größen wie De/Vision, Nik Page, TET – Travailleur En Trance und anderen wurden regelmäßig im Magazin abgedruckt.
Weiterhin wurden Konzertberichte mit vielen Fotos für die Print- und die Online-Ausgabe erstellt.
Das gedruckte Refraktor Zine erschien etwa alle 3 Monate und wurde direkt in Szeneläden in Mitteldeutschland oder über den Postweg vertrieben. Auch gab es das Refraktor Zine bei Konzerten sowie Partys.
Die ersten Ausgaben wurden zunächst in Fanzine-Form durch Fotokopie vervielfältigt, später in professionellem Schwarz-Weiß-Druck realisiert, zuletzt sogar mit beiliegenden CD-Samplern. Auf diesen Compilations werden neue Songs und Remixe der im Heft vorgestellten Bands veröffentlicht.
Die dazugehörige Webseite refraktor.net wurde 2009 eingestellt. Letzte erschienene Print-Ausgabe war die Nummer 49 vom Juni 2009.